# Hawkeye Truck Company
Hawkeye Truck Company war ein Hersteller von Nutzfahrzeugen aus den USA.

## Unternehmensgeschichte
Das Unternehmen wurde 1914 in Sioux City in Iowa gegründet. 1916 oder 1917 begann die Produktion von Lastkraftwagen. Der Markenname lautete Hawkeye. In einer Anzeige von 1920 wird R. A. Bennett als Präsident genannt. Im Dezember 1930 gab es einen Zeitungsbericht über einen Bankrott. 1933 endete die Produktion.

## Fahrzeuge
Das erste Modell hatte 1,5 Tonnen Nutzlast. 1919 kam ein Zweitonner und 1921 ein Dreieinhalbtonner dazu. Sie hatten Vierzylindermotoren von Buda.
1927 kamen Sechszylindermotoren dazu. Ab 1931 waren zusätzlich Motoren von Hercules und Wisconsin erhältlich.